# Конг: Остров черепа
«Конг: О́стров че́репа» (англ. Kong: Skull Island) — американский фильм 2017 года о монстрах режиссёра Джордана Вот-Робертса. Фильм снят студиями Legendary Pictures и Warner Bros. Pictures. Это перезапуск франшизы «Кинг-Конг» и второй фильм во франшизе «MonsterVerse», являясь 11-м фильмом во франшизе «Кинг-Конг». В главных ролях Том Хиддлстон, Сэмюэл Л. Джексон, Джон Гудмэн, Бри Ларсон, Тянь Цзин, Тоби Кеббелл, Джон Ортис, Кори Хоукинс, Джейсон Митчелл, Шей Уигем, Томас Манн, Терри Нотари и Джон К. Райли. Действие происходит в 1973 году, команда учёных и солдат войны во Вьетнаме отправляется на неизведанный остров Черепа и встречает Конга, гигантскую обезьяну, которая является последней из его вида, за которой следуют другие ужасающие существа.
Фильм был анонсирован в июле 2014 года на San Diego Comic-Con, а Вот-Робертс в сентябре 2014 года был объявлен режиссёром. Первоначально проект снимался компанией Universal Pictures как история происхождения, но позже был отдан Warner Bros. для разработки общей кинематографической вселенной с участием Годзиллы и Конга. Съёмки начались в октябре 2015 года на Гавайях и в различных местах по всему Вьетнаму и закончилась в марте 2016 года.
Премьера фильма состоялась 9 марта 2017 в СНГ и 10 марта в США. Фильм получил в целом положительные отзывы от критиков, с похвалой за его визуальные эффекты, экшн-сцены и актёрскую игру, особенно Джексона и Райли. Он также имел кассовый успех, заработав 566 миллионов долларов по всему миру, став самым кассовым фильмом в «MonsterVerse» и во франшизе «Кинг-Конг». На 90-й церемонии вручения премии «Оскар» фильм получил номинацию за «Лучшие визуальные эффекты». Продолжение «Годзилла против Конга» было выпущено 24 марта 2021 года.

## Сюжет
1973 год. После множества безрезультатных попыток к сенатору Уиллису попадает на приём геолог Билл Ранда с целью убедить его отправить экспедицию на недавно обнаруженный остров в Тихом океане. На нём могут быть неизвестные виды существ и полезные ископаемые. Ранда убеждает снарядить экспедицию немедленно, так как через три дня над островом должен пройти советский спутник, и о нём станет известно противнику в Холодной войне. Ранда, а также его помощники Хьюстон Брукс и Лин Сан присоединяются к поисковой группе компании Landsat, а сенатор распоряжается обеспечить им боевое сопровождение. Экспедиция не должна затянуться надолго, и это задание поручают полковнику Престону Паккарду, который собирался со своими бойцами возвращаться домой из Вьетнама. Ранда за большие деньги нанимает опытного следопыта Джеймса Конрада из британского спецназа, а зафиксирует события на плёнку военный фотограф Мэйсон Уивер.
Судно подходит к цели, однако капитан экспедиции Виктор Нивес отказывается проходить сквозь грозовой фронт, опоясывающий остров, и сквозь шторм вынуждены прорываться вертолёты. Так как на острове не действует радиосвязь, исследователи заранее договариваются о месте, где их через три дня должен забрать корабль. После взрыва сейсмических зарядов появляется гигантский самец гориллы и уничтожает все вертолёты экспедиции. Выжившие солдаты и учёные укрываются в джунглях, разбившись на две группы.
Ранда открывает выжившим членам экспедиции, что его реальная цель — обнаружение древних монстров для секретной правительственной организации «Монарх». Ранда, заместитель Нивеса Стив Вудворд и полковник Паккард с солдатами отправляются на поиски, как заявляет Паккард, сослуживца Чапмена, а заодно и уцелевшей взрывчатки.
Другая выжившая часть экспедиции обнаруживает племя аборигенов, среди которых живёт лейтенант Хэнк Марлоу, сбитый японским самолётом в 1944 году. Марлоу жил в племени вместе со сбившим его японским пилотом, с которым они соорудили судно, чтобы уплыть с острова. Марлоу объясняет, что Конг защищает аборигенов от подземных рептилий — черепозавров, которые вновь стали появляться на поверхности после использования сейсмических бомб (именно черепозавр в своё время убил японца, товарища Марлоу).
Марлоу и остальные чинят лодку и отправляются на север острова. Солдат Редж Сливко выходит на связь с Паккардом и остальными военными, которые находятся сравнительно недалеко от лодки. Все радуются, но тут активность проявляют хищные птицы, недавно обнаруженные на острове. В результате погибает Нивес.
Паккард и его солдаты воссоединяются с остальными выжившими, однако Паккард настаивает на том, что, прежде чем продолжить путь по реке, отряд должен найти Чапмена. Они заходят на территорию черепозавров, где Ранда и несколько солдат погибают. Черепозавр оставил после себя обглоданную голову с армейским жетоном — как оказалось, Чапмена. Узнав о смерти майора, Паккард отказывается от возвращения к лодке до тех пор, пока не убьёт Конга, отомстив ему за смерть своих солдат при высадке на остров. Паккард вместе с Вудвордом и остальными солдатами находят боеприпасы, в то время как остальные отправляются к лодке. Там Конрад, Уивер и Марлоу оставляют учёных, а сами возвращаются к Паккарду и остальным, чтобы спасти Конга. Солдаты заманивают Конга, вырубают и хотят уничтожить его с помощью напалма, но подбегает ушедшая троица и пытается убедить солдат в том, что не надо его убивать. Внезапно приходит в себя Конг, который убивает Паккарда.
Тем временем из расщелины в земле появляется самый большой черепозавр, который сражается с Конгом и временно оглушает его, а потом преследует выживших. Все подбегают к плывущей лодке, но тут солдат Эрл Коул жертвует собой, пытаясь взорвать черепозавра, однако не наносит ему никакого вреда. Появляется Конг и после продолжительной схватки с «Большим» убивает его, вырвав ему язык, хотя победа достаётся ему дорогой ценой: Конг получает множество ранений. Одержав победу, Конг уходит вглубь острова, бросив прощальный взгляд на уплывающую вдаль лодку. Все живые клянутся друг другу (и Конгу), что если об острове кто-то и узнаёт, то не от них.
В начале титров показано возвращение Марлоу домой к своей жене и выросшему сыну, которого он не успел увидеть до ухода на фронт тридцать лет назад. В сцене после титров Конрад и Уивер задержаны «Монархом», а затем узнают, что они приняты в «Монарх». После беседуют с Бруксом и Лин. Те сообщают, что Конг — не единственный монстр, который существует в реальном мире. Им показывают архивные материалы из пещерных картин, на которых изображены Годзилла, Родан, Мотра и Кинг-Гидора. Когда экран меркнет, раздаётся рёв Годзиллы.

## В ролях
| Актёр                       | Роль                                        |
| --------------------------- | ------------------------------------------- |
| Том Хиддлстон               | капитан Джеймс Конрад                       |
| Бри Ларсон                  | Мейсон Уивер                                |
| Сэмюэл Л. Джексон           | полковник Престон Пакард                    |
| Джон К. Райли               | лейтенант Хэнк Марлоу                       |
| Джон Гудмен                 | Уильям «Билл» Ранда                         |
| Джон Ортис                  | Виктор Нивес                                |
| Кори Хоукинс                | Хьюстон Брукс                               |
| Тянь Цзин                   | Сан Лин                                     |
| Тоби Кеббелл                | майор Джек Чапмен                           |
| Джейсон Митчелл             | Гленн Миллс, уорент-офицер, пилот вертолёта |
| Шей Уигем                   | Эрл Коул                                    |
| Томас Манн                  | Редж Сливко                                 |
| Юджин Кордеро               | Терри Рилс                                  |
| Марк Эван Джексон           | Стив Вудворд                                |
| Ричард Дженкинс             | Сенатор Эл Уиллис                           |
| Терри Нотари и Тоби Кеббелл | Кинг-Конг (захват движения)                 |

## Производство

### Создание
В 2014 году на Comic-Con в Сан-Диего, студия Legendary Pictures анонсировала новый фильм о Кинг-Конге, носящем в то время название «Остров черепа» с премьерной датой 4 ноября 2016. Джо Корниш предложил свою кандидатуру на пост режиссёра фильма, в то время как предыдущий режиссёр Кинг-Конга — Питер Джексон, предложил Гильермо Дель Торо. В сентябре 2014 года студия объявила, что режиссёром фильма будет Джордан Вот-Робертс.
Сценаристами были назначены Макс Боренштейн, Джон Гэйтинс, Дэн Гилрой и Дерек Коннолли.

### Подбор актёров
Когда стало известно, что режиссёром фильма будет Джордан Вот-Робертс, студия сообщила, что Том Хиддлстон получил главную роль. 15 декабря 2014 года стало известно, что Дж. К. Симмонс присоединился к актёрскому составу. В январе 2015 года Майкл Китон присоединился к актёрскому составу. 1 июля 2015 года Симмонс и Китон покинули фильм. Студия не хотела задержек в производстве, и поэтому сразу стала искать им замену. 23 июля 2015 года Бри Ларсон присоединилась к актёрскому составу. 5 августа 2015 года было объявлено, что Кори Хоукинс присоединился к фильму, чтобы сыграть в нём второстепенную роль. 6 августа 2015 года Deadline.com сообщил, что студия ведёт переговоры с Сэмюэлем Л. Джексоном, чтобы заменить его на покинувшего фильм актёра Дж. К. Симмонса. Также переговоры велись с Джоном Си Райли. В то же время роль в фильме предложили Тому Уилкинсону.
20 августа Тоби Кеббелл присоединился к актёрскому составу, в то время как с Джексоном и Райли студия всё ещё вела переговоры. 25 августа 2015 года Джейсон Митчелл присоединился к актёрскому составу. 2 ноября 2015 года стало известно, что Уилл Бриттейн присоединился к актёрскому составу, и что он будет играть одну из ключевых ролей в фильме. 25 сентября 2015 года Джон Гудман присоединился к фильму, где будет играть роль Ранда, правительственного чиновника и руководителя экспедиции. К фильму также присоединился Томас Манн. 1 октября 2015 года к фильму присоединились Джон Ортис и Ши Уигхэм на неопределённые роли. 13 октября 2015 года Юджин Кордеро присоединился к актёрскому составу на неизвестную роль. В мае 2016 года стало известно, что Терри Нотари выбран для захвата движений Кинг-Конга.

### Съёмки
Съёмки начались 19 октября 2015 года и завершились 18 марта 2016 года, они проходили в северной части Вьетнама; в Tràng An, Vân Long, в районе города Ниньбинь — Tam Cốc-Bích Động, на Бухте Халонг, в парке Фонгня-Кебанг, на острове Оаху, Гавайи и в городе Голд-Кост, Австралия.

### Выход в прокат
12 декабря 2014 года дата выхода фильма была перенесена с 4 ноября 2016 года на 10 марта 2017 года. Фильм вышел в 3D и IMAX 3D.

## Саундтрек
Композитором выступил Генри Джекман. Так как действие фильма происходят в 1970-е годы, в саундтрек вошли психоделические гитары. По словам композитора, «Самое замечательное в фильме о монстрах — это то, что он открывает двери для использования симфонического оркестра в его самом роскошном виде» Саундрек был записан на AIR Lyndhurst Studios вместе с оркестром London Voices и дирижёром Гэвином Гринуэем, дополнительная музыка была создана Алексом Белчером, Халли Котэри и Стивеном Хилтоном.
Цифровой релиз состоялся 3 марта 2017 года на WaterTower Music, а через год — на Waxwork Records в формате двойного LP.
| №   | Название                           | Исполнитель                  | Длительность |
| --- | ---------------------------------- | ---------------------------- | ------------ |
| 1.  | «Time Has Come Today»              | The Chambers Brothers        | 2:37         |
| 2.  | «Mặt Trời Đen»                     | Minh Xuân & Phượng Hoàng     | 2:58         |
| 3.  | «White Rabbit»                     | Jefferson Airplane           | 2:31         |
| 4.  | «Long Cool Woman in a Black Dress» | The Hollies                  | 3:15         |
| 5.  | «Down on the Street»               | The Stooges                  | 3:44         |
| 6.  | «Paranoid»                         | Black Sabbath                | 2:48         |
| 7.  | «Brother»                          | Жоржи Бен Жор                | 2:55         |
| 8.  | «Bad Moon Rising»                  | Creedence Clearwater Revival | 2:21         |
| 9.  | «Ziggy Stardust»                   | Дэвид Боуи                   | 3:13         |
| 10. | «Run Through the Jungle»           | Creedence Clearwater Revival | 3:05         |
| 11. | «We’ll Meet Again»                 | Вера Линн                    | 3:05         |

Вся музыка написана Генри Джекманом.
| №                   | Название                     | Длительность |
| ------------------- | ---------------------------- | ------------ |
| 1.                  | «South Pacific»              | 0:35         |
| 2.                  | «The Beach»                  | 1:27         |
| 3.                  | «Project Monarch»            | 2:02         |
| 4.                  | «Packard's Blues»            | 1:14         |
| 5.                  | «Assembling the Team»        | 1:48         |
| 6.                  | «Into the Storm»             | 2:44         |
| 7.                  | «The Island»                 | 1:16         |
| 8.                  | «Kong the Destroyer»         | 3:43         |
| 9.                  | «Monsters Exist»             | 2:27         |
| 10.                 | «Spider Attack»              | 1:39         |
| 11.                 | «Dominant Species»           | 2:00         |
| 12.                 | «The Temple»                 | 5:47         |
| 13.                 | «Grey Fox»                   | 2:33         |
| 14.                 | «Kong the Protector»         | 1:49         |
| 15.                 | «Marlow's Farewell»          | 2:37         |
| 16.                 | «Lost»                       | 1:27         |
| 17.                 | «The Boneyard»               | 1:52         |
| 18.                 | «Ambushed»                   | 2:21         |
| 19.                 | «The Heart of Kong»          | 2:11         |
| 20.                 | «Man vs. Beast»              | 2:31         |
| 21.                 | «Creature from the Deep»     | 2:44         |
| 22.                 | «The Battle of Skull Island» | 5:46         |
| 23.                 | «King Kong»                  | 2:42         |
| 24.                 | «Monster Mash (Bonus track)» | 1:27         |
| Общая длительность: | Общая длительность:          | 56:56        |